# 高松綾香
高松 綾香（たかまつ あやか、1992年6月3日 - ）は、フリーアナウンサー。元山口放送 (KRY)アナウンサー。

## 来歴
山口県防府市出身。山口大学卒業。大学在学時、南ドイツに1年間留学していたことがありドイツ語が堪能。
大学生時代に1年ちょっとベリーダンスを習っていたことがある。
大学を卒業後、2015年4月に山口放送に入社。同期の長井紀幸とともに同局のアナウンサーになる。
2015年8月3日、『熱血テレビ』の6代目女性MCに就任。そして2019年4月には『KRYニュースライブ』のキャスターに就任した。これら自社製作のローカル番組のほか、日本テレビ製作の『全国好きな嫌いなアナウンサー大賞』や『ズームイン!!サタデー』、火曜会製作の『音楽☆とらのアナ』などの全国ネット番組にも出演することがあった。
2017年1月10日、周南市の周南署で110番通報制度を周知する行事があり、一日署長に任命された。
2022年4月、第43回NNSアナウンス大賞でラジオ部門大賞を受賞した。歴代全国最年少での大賞受賞となった。
2023年3月26日、自身がパーソナリティを務めていたKRYラジオ『高松綾香の恋する☆オンガク』にて、2023年5月をもって山口放送を退社しフリーになることを発表した。
広島県・山口県でフリーアナウンサーとして活動している。
山口・福岡・岡山のライブハウスの店長達と交流がある。
上海、韓国、香港などへ旅行したことがある。
「1人旅」「日本酒」「ゴルフ」「動物」を愛している。

## フリーアナウンサー時代の出演

### テレビ
- 日本のチカラ 幸せフラガール（2023年4月22日 テレビ朝日 / 2023年5月29日 山口放送）ナレーション
- イマナマ!（2024年4月 - 、中国放送）
  - イマナマ!TIMES（2024年4月 - 2024年9月）
  - 月曜コーナー「ポップアップデート」（2024年10月 - 2025年3月）
  - 金曜コーナー「西日本完全制覇の旅」（2025年4月 - ）

### ラジオ
- ラジオのアナ 木曜日（2023年11月、NACK5）
- 茅ヶ崎エフエム

### CM
- 山口県特殊化成企業組合（2023年・2024年）

### 映像
- 周南市誕生20周年記念映像「ええね！周南」（2023年、YouTube「Shunan movie チャンネル【周南市公式】」）

### イベント
- Aqua GeeCharn主催『水爺祭〜Welcome to Hagi City〜』（2023年10月8日、萩市民館大ホール）司会
- 小津安二郎生誕120年企画展「OZ＿」“これからの小津安二郎”（2023年10月23日、会場：銀座松竹スクエア） - 上田慎一郎監督と落合賢監督のトークセッションの司会
- あつまれげんキッズ！～おやこでたのしむうんどう！あそび！〜「スポーツトークショー」（2023年11月3日、会場：山口きらら博記念公園） - 寺川綾（元競泳選手）と村岡嗣政山口県知事のトークショーの司会

### ドラマ
- 地面師たち（2024年、Netflix、大根仁監督） - ニュースキャスター

## 山口放送時代の出演

### テレビ番組
- 熱血テレビ（2015年8月3日 - 2023年3月31日）
  - 6代目女性MC（2015年8月3日 - 2019年3月29日）[13]
  - ニュースキャスター（2019年4月1日 - 2023年3月31日）
- 防府読売マラソン（2015年 - 2022年）
  - 優勝インタビュー（2015年、2022年）[14]
  - 記録（2016年 - 2022年）[15][16]
- 女子アナ二人旅in OKINAWA」（2016年・2017年）鎌田友里アナウンサーと女子旅
  - 高松綾香×鎌田友里の女子旅 in OKINAWA（2016年6月19日）
  - 高松綾香＆鎌田友里の女子旅 in OKINAWA 2017（2017年11月18日）
- 日本のチカラ つかまれ！のぼれ！～カエルと少女とシュロの糸～（2016年9月11日 テレビ朝日）
- 島人と巡る！高松綾香の沖縄旅（2018年）
- 高松綾香のスイス ローカル旅（2020年）
- KRYニュースライブ（2019年4月1日 - 2023年3月31日）[13] - メインキャスター
- 24時間テレビ 「愛は地球を救う」（2019年 - 2022年） - KRYメインパーソナリティ
- 星野哲郎記念館開館15周年記念特別番組「そういうこともあるんだよ～人生の応援歌～」（2022年7月23日）リポーター
- 日本のチカラ 俺たち ウォーターボーイズ！！僕は見つけた（2022年8月27日 テレビ朝日）ナレーション
- ダイドーグループ日本の祭り誇りの謡 ～萩 住吉祭（2022年9月4日）ナレーション
- 菅義偉前総理インタビュー（2022年10月）KRYニュースライブ、特別番組で放送

### ラジオ番組
- 全国高等学校野球選手権山口大会実況中継（2016年）[17] - 速報本部サブアナ
- Happy★Paradise（2017年11月 - 2019年3月）[18] - パーソナリティ
- 中四国ライブネット 広島発 逸品コンシェルジュ 地元応援団（2023年2月26日、中四国8県） - パーソナリティ
- 高松綾香の恋する☆オンガク（2019年4月 - 2023年3月） - パーソナリティ

### 講演会
- テーマ「ことばと人権」（2022年11月12日、周南市立岐陽中学校）
- テーマ「地方テレビ局の在り方」（山口大学経済学部）

### 配信
- 綾香の小部屋（YouTube）不定期